# THE MOMOTAROH
『THE MOMOTAROH』（ザ・モモタロウ）は、にわのまことによる日本の漫画。『週刊少年ジャンプ』（集英社）において、1987年42号から1989年50号まで連載された。単行本は全10巻。後にワイド版の全2巻として復刊している。
日本古来のおとぎ話をモチーフにしたキャラクターがプロレスのリングで戦いを繰り広げ同時にドタバタのギャグの数々をも繰り出すコメディ色の強い格闘漫画。作者の連載デビュー作でもある。
その後、2003年から2004年にかけて『ビジネスジャンプ BJ魂』に続編『THE MOMOTAROH PART2』が掲載された。
週刊少年ジャンプ50周年記念読み切りとして『THE MOMOTAROH 復活は突然に!!の巻』が『グランドジャンプPREMIUM』2017年9月号に掲載。

## あらすじ
日本各地に伝の残る「桃太郎伝説」。その物語の登場人物である桃太郎の子孫がプロレスラーとして現代に生きていた。太平プロレスに所属し、ホープとして活躍するモモタロウの前に次々と挑戦者が現れる。

## 登場人物

### 太平プロレス関係者
モモタロウ
本作の主人公。太平プロレスのホープの若い覆面レスラー。「桃太郎の子孫」を自称し、二代目桃太郎を名乗る。年齢・経歴などは一切不詳だが高い実力と才能を持つ。
身長187cm/体重102kg。8月1日生、B型。かつて桃太郎が着ていた「桃紋羽織（ももんばおり）」から作られた「モモマスク」を常に被り、私生活でも決して素顔を見せない。
性格は明るくおちゃらけた人柄で試合中でもギャグをかますことを忘れない。プロレスに関しては強い思い入れがあるが、練習はいいかげんであまり真面目にならない。試合を「力の競い合い」と捉えており、不必要に対戦相手を傷つけることを好まず、どんなに対戦相手を憎んでも必ずルールにそった勝ち方をする。また勝った時に必ず「日本一の・・モモタロウ！」という台詞と共に勝ちどきポーズを取る。世界一のモモタロウになることが夢。
格闘スタイルはスタンド（立ち技）主体の打撃型で、強烈なヒップアタックである「ピーチボンバー」、全身の関節を決める「アグラツイスト」、強力な投げ技である「クロスライダー・スープレックス」、回転して両足をキメる「ロータリー・デスロック」、打つ・投げ・決めのプロレスの三要素を組み込んだ三位一体の技である「ストライク・スリー」などのモモ・スペシャルの他、「気」を纏った「ファイナル・エルボー」などの強烈な技を使う。また窮地に陥ると「もんがー」と呼ばれる不思議な生命体に変身する。
作中で語られた過去によると、以前は素顔で全国を武者修行の旅をしていたが、途中、働いていた建築現場の親方、左源五郎に「モモマスク」を作ってもらってからは、それを被って食堂の用心棒などをしながら旅をするうちに、松平馬七と出逢い、太平プロレスに所属したらしい。
なお最終巻で一コマだけ素顔が出ているが、これは単行本化による書き足しであり、連載中は最後まで素顔が出ることは無かった。
もんがー
モモタロウがモモ・マスクの神通力で変身した姿。その外見は肉ダンゴのような二頭身で伸縮自在。初期は相撲のまわし姿だったが、ニュー・モモ・マスクをかぶってからは、レスリング着を着ている。
空を飛び「もんがーダンス」と呼ばれる珍妙な踊りを踊る他、興奮すると「ゲッゲッゲッ」と奇妙な声で哂い、ざわざわと髪の毛が伸びる。目からビームを放ち、口から炎を吐く。血液は濃硫酸。骨が非常にモロく、殴られたりすると簡単に開放骨折を起こす。
初期の頃はモモタロウのギャグの一種として使用されていたが、単行本の作者コメント欄によると中盤以降は自分の意思を持ち始めており、モモタロウとは別の人格である描写も見られた。
およそ格闘には不向きの肉体だが、あらゆる常識が通用しない生命体であり、作中では「困った時のもんがー頼み」としてモモタロウが窮地に陥った時によく変身していた。うらしまマリン曰く「いつも思うが、あれ（＝もんがー）はズルい」。このセリフに影幻が「確かに」と同意した。
作者のにわのいわく、「モモタロウが次のシーンでギャグモードになるかシリアスモードになるか悩んだ時」に変化するらしい。モモ・マスクの神通力が暴走した形で発現したとされる。
松平 馬七（まつだいら ばしち）
太平プロレスのオーナー兼会長。往年の名レスラーであり、クラマ・キッドとはかつてのライバル。太平プロレスの所属レスラーからは「鬼の馬七っちゃん」と呼ばれて恐れられている。プロトストーリーでは容姿などは全く同じだが、林吾の代わりにモモタロウの師としてセコンドについていた。モモタロウとの出会いは食堂で用心棒をしていたモモタロウを一撃でのして、プロレスの道を決意させた。一応師なのだが扱いはあまり良くなく、瀕死の重体時に止めを刺されそうにもなった。
松平 林吾（まつだいら りんご）
太平プロレスのエース兼社長。馬七の息子で、美樹の父。現日本チャンピオンのベルト保持者。必殺技はビッグ・アップル・ドライバーと腹式地獄車。
かなりの目立ちたがり屋であり、出番を増やそうと何かと絡むが作中ではやられ役に回ることが多く、全編を通していかませ犬もしくはギャグキャラクター的な描かれ方が多い。
ベンケー戦ではモモタロウとタッグを組むが、ベンケーに瞬殺されている。またシュテンドルフ戦直前に悩むモモタロウに新フィニッシュ・ホールドのヒントを実戦形式で与えた。
一人娘の美樹に関してはやや親馬鹿な行動が見えるが、連載第一話で美樹の下着がオークションにかけられそうになった時に3万円の値段をつけるなどの行動も取る。
松平 美樹（まつだいら みき）
林吾の娘で、本作のヒロイン的存在。高校生で太平プロレスではマネージャーおよび選手の炊事などをこなし、まれにバニーガール姿でのリングガールまでこなしたことがある。スタイル抜群。
物語中盤辺りからモモタロウに好意を抱いており、時々彼に対して積極的になるが、必ずといっていいほど馬七と林吾がモモタロウを蹴り飛ばすなりして、うやむやにされる。最終話では旅に出るモモタロウからモモマスクを預けられた。
ご先祖ちゃん
モモタロウの先祖で鬼退治をした桃太郎その人。本名は吉備津彦命だが、みんなから「ご先祖ちゃん」と呼ばれている。10歳程度の子供の姿をした幽霊。霊気が強いため、実体化しており物に触ったりすることが可能だが、同時に殴られたりするとダメージを受ける。元々霊体だけにふわふわと宙を漂うこともできる。
おとぎ話に詳しく、ハイパー・キビダンゴや神通力、モモ・マスクへの合体などでモモタロウの戦いをサポートする。また本人も剣と弓の使い手であり、鬼退治のために編み出した「桃源流剣法」を使う。
シュテンドルフの最期を見送った際、本当の「桃太郎」としての青年の姿を見せた。
宮川 三郎太（みやかわ さぶろうた）
太平プロレス所属の新人。17歳。
幼い頃、松平林吾のビッグ・アップル・ドライバーを見て以来、プロレスに憧れ、太平プロレスに入門する。
生真面目で実直な性格の好青年で日々鍛錬を欠かさない努力家。作中では美樹と共に限りなく「常識人」であるため、非常識な面々への突っ込みに四苦八苦している。しかしデビュー戦前にはモモタロウによって強制的に「もんがーダンス」を叩き込まれ、デビュー戦の場で披露する羽目になった（キンタロウに「正気か三郎太君!?」と突っ込まれた）。美樹に恋心を抱いているが美樹がモモタロウを好きになっていたことは分かっており、モモタロウとも良き先輩後輩の間柄なので進展することはなかった。
最終話でモモタロウに太平プロレスの将来を託され、連載終了後、同じ世界観でにわのが描いた作品では、モモタロウが去った後の太平プロレスの新ホープとして、会場を盛り上げられるまでに成長していた。
フィニッシュ・ホールドはノーザンライト・スープレックス。後にこれを改良・アレンジした投げ技・M'sライトニング・スープレックスを、前述した「連載終了後、同じ世界観で描かれた作品」の中で披露した。未完成ながら「ファイナル・エルボー」も修得している。
猿太彦 大輔（さるたひこ だいすけ）
元太平プロレス所属のレスラーで馬七の弟子。拳法の達人だったが乱暴が過ぎて破門された後、事故死して地獄で好き放題やっていた所をモモタロウに成敗される。その後モモタロウと一緒に現世に戻る（厳密にいえば、閻魔大王に叩き出された）ものの肉体が既に失われていたため、動物園のボスザル「バブルスくん」と合体することで復活した。モモタロウのことを「アニキ」と慕い一応レスラーではあるが、身体が猿のため非常に小柄（逆に猿としては大柄）。また中国武術の通背拳の一種、白猿通臂拳の使い手でもあり、かなりの実力を持つ。元ネタはサルタヒコより。
バッカス木桜（-きざくら）
太平プロレス所属のレスラー、極度のアルコール中毒で試合直前まで酒を浴びるように飲んでいる。三郎太のデビュー戦の対戦相手。太平プロレスに入門当初は三郎太の様な熱血漢だったが、前座試合しか出させてもらえないことに失望し、酒浸りの毎日を送るようになった。三郎太と戦ってから多少改心し、一からやり直すことを決意する。その後も度々登場するが、強敵と戦っては敗北するかませ犬を演じていた。名前の由来はバッカス（酒の神）+日本酒のブランドである。
ラスカル石井
作品の中で堂々とかませ犬と呼ばれている不憫なキャラクター。美樹にまで「ラスカルさん、いい仕事してね」と言われている。

### 坂田家
モモタロウのライバルであるキンタロウとその家族。
サカタ・ザ・ゴージャス・キンタロウ
本名は坂田金太郎。「金太郎」こと、かの「坂田金時」の子孫。モモタロウのライバル。身長192cm/体重105kg。3月9日生（23歳）、AB型。通称キンタロウもしくはキンちゃん。ナルシスト。
かつては「ゴージャス・坂田」を名乗る長髪の美形レスラーだったが、モモタロウとのデスマッチに敗れ、髪型を「金太郎カット」にされてしまう。その屈辱を忘れないようにするためにリングネームとリングコスチュームを変更し、あえて髪型も金太郎カットのままにしている。その特徴的な髪型が原因でカッパと間違われて、甲羅と水掻きを移植されそうにもなった。モモタロウに引きずられてギャグに走ることもあるが、基本的には常識人。
190cm台の高身長だが、体型はレスラーよりはアスリートに近く、格闘スタイルもキックを多用するテクニック型。フィニッシュ・ホールドはカポエイラをベースにしたアシガラ・スピン・キックとテコンドーをベースにしたエッフェル・ヒール・キック、他にハイアングル・アックス・ドライバー、凱旋門崩しなど多彩な技を持つ。ゴージャス坂田時代から天才レスラーとして名が高く、パワーよりもテクニックで相手を追い詰める技巧派レスラー。またモモタロウに敗れた後、武者修行のため、世界各地を回っており、そのため、世界中の格闘技に精通している。
プレイボーイとしても名が高いが、物語終盤でカグヤに惚れ、告白するもあっさりフラれている。
坂田 鋼鉄郎（さかた こうてつろう）
キンタロウ兄弟の父で大企業たるゴージャス石材の創始者。通称は「コーテツロー」。語尾に「〜だス」を着けるのが特徴
作品を代表するギャグキャラクターでどんなシリアスな場面でも片端からギャグでぶち壊していく。回想シーンでも遠慮なく登場してギャグをかます別名「時空のはざまで遊ぶ男」。
若い頃はスポーツ冒険家として世界を旅していた。当時イースター島から盗んだ（ハリボテと摩り替えた）マケマケの石像を材料にした玩具を各地の子供に売りさばき、その売上がゴージャス石材の元手になったという。
長男のキンタロウに会社を継がせようとしているがまったく聞く耳を持たれておらず、一時はモモタロウを抹殺すべく特設リングでの試合を仕組んだこともあった。
大富豪ゆえに太平プロレスVS黒武術の試合のスポンサーになり、5千万円の賞金を提供したこともある。
坂田 銀次郎（さかた ぎんじろう）
坂田家の次男、キンタロウの弟。ゴージャス石材の相続を巡って、双子の弟、銅三郎と共にキンタロウを抹殺しようとしている。ベクトルとしては父と同じくギャグ要員。頭髪が金髪であることを除いて鋼鉄郎そっくりの容姿で、ビン底メガネ、二重あごや首筋の脂肪のだぶつきまで同じ。直接的に包丁を振り回したり、間接的にはお茶に毒を盛ったりしているが、成功したことは一度も無い。
坂田 銅三郎（さかた どうさぶろう）
坂田家の三男、キンタロウの弟。銀次郎の双子の弟。兄、銀次郎と共に金太郎を抹殺しようとしている。ベクトルとしては父と同じくギャグ要員。兄・銀次郎とセットで「キンちゃんとこの双子怪獣」と呼ばれる。
フランソワーズ・モレソージャン
鋼鉄郎の妻でキンタロウ兄弟の母。通称「キンちゃんのママ」。元モデルのフランス人美女で、三人の息子が居るようにはとても見えない若々しい容姿を持つ。銀次郎・銅三郎がキンタロウの命を狙っていても泰然としている等、天然なのか肝が据わっているのか良く解らない性格。
ムッシュ・J・ガブリエル
熊。キンタロウがモモタロウに初めて敗れた後、足柄山に篭って特訓したときのスパーリングパートナーにしてキンタロウの無二の親友。ウガウガ唸るしかできないがキンタロウとは意思の疎通が可能な模様。また人間の言葉を理解でき、キンタロウのセコンドも務める。

### クラマ道場
クラマ・キッド・テングテング
日本古来のテングリアン民族、いわゆる天狗族の子孫で馬七のライバルという元プロレスラー。
天狗そのものの顔にサングラスをかけてヒゲを生やしている。「イカスーッ!」が口癖のクラマ軍団の長。
若い頃、馬七に敗れて再起不能の重傷を負い（実際は後述の団扇にて自身が吹き飛ばされて岩壁に激突するという自爆によるもの）、馬七への復讐のために牛バカ、ベンケーの二人の弟子を育てた。
モモタロウ戦以降はちゃっかり太平プロレスの庭に居候してクラマ道場を開き、ご近所さんの間柄になる。また背中には翼があり、結構な速度で空を飛ぶことができる他に団扇で突風を起こすことも可能。その他に天狗の隠れミノなど様々な道具を持っている。また事件があると「オイトマン（「8マン」のパロディ）」と呼ぶ姿に変身して捜査する。
牛馬鹿丸（うしうましかまる）
牛若丸の子孫でクラマの弟子。身長148cm/58kg。12月25日生（15歳）。通称「牛バカ」。語尾に「〜モン」と付けるのが癖。
その名の通り馬鹿であり、脳味噌はひからびている。作品一のギャグキャラクターであり、鋼鉄郎と共に作品内で所狭しとギャグをぶちまける。試合においても真面目に戦うよりは遊んでいるような状態が多い。しかし、ここ一番ではド根性を見せ付けることもある。異常な変身能力を持ち、試合でもその肉体を様々な形に変化させて戦う他、タコになったりスライムのような粘液状に変化したりする。
一応クラマの弟子になるが師匠のことはまったく尊敬していない。いつもワガママな行動でベンケーに迷惑をかけるが、ベンケーのことは大事に思っているらしく、アース・クラッシュ・トーナメントでは、徳利に入ったベンケーの命が危ない時は泣いてその身を案じたり、VS黒武術では、ブラック・モモタロウにボコボコにされながらも七尺兄弟の「針千丸」を盗んでベンケーを助けるなど、体を張った行動を取ることがある。モモタロウやキンタロウたちに対しても、普段は憎まれ口を叩きつつも、本心ではよきライバルであり友人であるとしている。
フィニッシュ・ホールドは「クラマ流格闘術おーぎ」の数々。それらは先述の変身能力を使うなどギャグ漫画だからこそできる技ばかりであり、格闘技と言うより曲芸や妖術に近い。
ザ・グレート・ベンケー
本名不詳。身長203cm/体重148kg。5月11日生（25歳）、A型。牛若丸に仕えていた武蔵坊弁慶の子孫で、先祖と同じく牛バカに仕える。クラマ道場はおろか物語前半に登場した悪役キャラクター内では唯一マトモといっていい人物（時にはコメディ的な所もみられる）。牛バカのことを「若」と呼ぶ。
主君・牛馬鹿丸のためにモモタロウのマスクを賭けてモモタロウに勝負を挑む。作中でも一、二を争うパワーファイターでその実力は初戦において終始モモタロウを圧倒し、ハイパー・キビダンゴの助力が無ければモモタロウを負かしていた程高い。
その巨体とパワーを生かした豪快な戦い方が信条、フィニッシュ・ホールドはトリプル・ベンケー・ブリーカー、弁慶風車など。
真面目な性格で牛バカの行動にはいつも振り回されているが、絶対の忠誠を誓い、彼のためであればルール無用の反則行為も辞さない。しかし盲目的ではなく、まれに牛バカにお仕置きも与えている。また義に厚い男であり、まりん戦では主君・牛馬鹿丸と好敵手・モモタロウのために命を捨てて二人を若返らせた他、アースクラッシュ・トーナメントでは、仲間を救うために自ら徳利の中へ入っている。
弱点はカナヅチであることと、ジャンケンには滅法弱いこと。
牛バカと人格が入れ替わって肉体が牛バカの野望達成に利用されたことがある。その際は自衛隊でも止められないという強さを発揮した。その失敗後は元に戻ったベンケーが逮捕され、牛バカはもんがーと入れ替わった。
カラス・キッド・ブラザース
クラマ・キッドの子分格の三羽のカラス。クラマ・キッドと同じくサングラスをかけている。
アメリカかぶれで「ベイビー」などの言葉を良く使う。

### ムー帝国
かって太平洋に存在したムー大陸にあった帝国、大陸が海に沈んだ後も海底に王国を造って繁栄した。400年ほど前に浦島太郎が時の王女・乙姫と結婚して現在の王家に繋がる。
ウラシマ・まりん
かの「浦島太郎」から数えて五十代目の子孫で海底王国ムー帝国の王子。身長190cm/体重108kg。7月25日生（22歳）、O型。語尾に「〜じゃん」をつけるのが癖。嫁探しのために来日し、一目惚れした美樹を拉致したことからモモタロウと闘うことになる。坊ちゃん育ちのためにプライドが高い上に非常にわがまま、思い通りにことが運ばないと腕を振り上げ地団駄を踏む、通称「わがままステップ」と呼ばれる行動を取り周囲の人間を困らせている。幼い頃からの乳母兼格闘技の師であるオババだけは恐れている。
幼い頃から格闘技を仕込まれており、ムー帝国では「格闘王」と呼ばれている帝国最強の男でもある。さらにムー王家の証である「太陽の紋章」を発動すると身体能力が大幅にアップする。
戦いにおいては情け容赦無く相手の息の根を止めることを信条としており、時にえげつない駆け引きやルール無用の反則も辞さないがモモタロウとの対戦中、おばばの横槍によってモモタロウが老人になってしまった時には、やる気をなくして試合を放棄する等、それなりに正々堂々の勝負にはこだわっている。
頭に常にヘルメット型の特殊ゴーグルを身に着けているが、このゴーグルは解析・HUD・レーザー照射・簡易酸素ボンベなどの様々な機能を搭載している。ヘルメットの下は白髪。
美樹を賭けた勝負でモモタロウに敗北するが、完全に美樹のことを諦めたワケでは無く、その後も美樹に会う度に言い寄っており、アース・クラッシュ・トーナメントにはモモタロウに対する雪辱戦の意味で参加し、アカオニ・トムを倒すもシュテンドルフに敗北、負けても王子としてのプライドから自ら徳利の中に入った。
連載終盤でモモタロウと美樹がデートしていた際、牛バカや鋼鉄郎と共に妨害を企む。オバケ屋敷で半魚人に扮して二人を脅かすが、恐怖の余り興奮したモモタロウにブッ飛ばされ、観覧車に激突して倒壊事故を起こした。
作中でのフィニッシュ・ホールドはウラシマ渦潮落とし、スーパー・オクトパス・ホールド、シャイニング・ウェーブ、ロブスター・キック、パシフィック・ハリケーン、アース・ソニック・ブレードなど。
イカ子
「ムームーダンサーズ」という、まりん御付の侍女集団の一人。ショートカットの美人。額にイカのお面をつけている。お酒の杓から宴会芸としての踊りまでこなす。おばばに対して思わず「くそばばー」呼ばわりしたり、王子であるまりんに対して意見したりと気が強い。同じコマにダンサーズで写っている時に一人だけ吹出し付きのセリフがあったり、後にははっきりまりんに想いを寄せているなど、ダンサーズの中では一番出番が多い。リング外に吹っ飛ばされたまりんが頭から転落しそうになった時に身体で受け止めたことがある。
タイ子
「ムームーダンサーズ」の一員。同じく額にタイのお面をつけている。イカ子、ヒラメ子と共にまりんに献身的に尽くしているが、モモタロウに関節を外されたまりんの身体で遊んだり、結構その扱いはいい加減。同じダンサーズとは親友。
ヒラメ子
「ムームーダンサーズ」の一員。おかっぱ頭で、額にヒラメのお面をつけている。イカ子のまりんに対する気持ちに気がついており、鈍感さから無神経極まりない発言を繰り返すまりんを、イカ子の前で思い切りぶん殴ったことも。少々酒乱の気があるらしく、宴会で脱ぎだしたことがある。
モアイ・ザ・バーバリアン
まりんがモモタロウとの試合を投げ出したのを見て、おばばが代役に選んだムー帝国の戦士。ニュー・モアイック・ストーンというおばばいわく「ムー帝国の科学力の粋を集めたよーわからん石」で出来た、モアイ像をモチーフにしたプロテクターを身に纏った巨漢。マケマケ様という神様を厚く信仰している。同じくモモタロウの代役としてリングに立ったキンタロウと戦い、右足を傷めさせた上にぼろ雑巾のように追い詰めるが、鋼鉄郎が“石のツボ”を打ったことでプロテクターを砕かれ、エッフェル・ヒールキックでとどめを刺された。
更に同型のプロテクターを着けた戦士集団「石材戦隊」が登場、モモタロウを若返らせないためにおばばの命令でタツノオトシ号を破壊しようとする。止めに入ったベンケーを袋叩きにするが、彼の犠牲でモモタロウと牛バカは若返り、石材戦隊は牛バカの火炎攻撃で撃退された。
シャーク・サメザメ
ムー帝国の戦士の一人でまりんの護衛。美樹を探しに来た三郎太と戦い、苦しめるが、助けに来たモモタロウに一撃で吹っ飛ばされた。下あごをかつてまりんに砕かれており、金属製のあごに取り替えている。一応まりんの家来だが、彼を「バカヤロー」呼ばわりしたりするなど、結構扱いはいい加減。しかしながら、過酷な訓練で泣き言をいうまりんに「それがムーの格闘王のセリフか！」と発奮させたこともある（ただ、これによって発奮したまりんに顎を砕かれてしまった）。
ウラシマ・ら・むー
まりんの父でムー帝国の現国王。変態的かつ、つかみ所の無いおっさんで、初登場の際、モモタロウにただの変態扱いされ思い切り殴られている。太腿に太陽の紋章があり、死亡し、ムー帝国の技術力をもってしても蘇生不能となっていたベンケーを生き返らせたほどの強大な力を持つ。その力は息子であるまりんが「俺にはまだまだマネの出来ない芸当」と素直に感心していた。モットーは「愛は心の仕事です」。
ドラゴン・おばば
まりんの乳母で、教育者。まりんが唯一恐れる相手で、まりんが幼少の頃、わがままを言おうものなら容赦なくアバラをへし折るという虐待そのものとしか言いようがない苛烈な教育をしていたらしい。いまだ意気軒昂で、初登場時はモモタロウとまりんを一撃で吹っ飛ばしたほどの使い手。次期国王であるまりんをキズモノにされてはたまらないと言う理由でモモタロウ（と巻き添えで牛バカ）を老人にするが、自分が一番まりんをキズモノにしているという自覚はまったく無い。
タツノオトシ号
おばばが乗り回すムー帝国の乗り物。タツノオトシゴをモチーフにした形状をしており、脚部が変形する可変機構を持つ。また高度なAIを備えているらしく、ロボットの癖に人間的な会話・リアクションができる。「全自動若返り装置」という機能を持っており、おばばによって老人にされてしまったモモタロウと牛バカを若返らせるためにベンケーの生命力を吸い取った。

### 黒武術一派
室町時代に成立した武術の一派、日本には珍しく「蹴り」を主体としている他、柔術などあるゆる格闘技の要素を取り込んでいる。暗殺を専門として歴史の影で暗躍してきた。
影幻 春架（えいげん はるか）
現代の黒武術の伝承者で、師範代。身長188cm/体重95kg。11月7日生（24歳）、A型。
ナルシストで太陽のように明るい「春架」とクールだがどんよりとした暗い性格の「影幻」状態の二つの状態を持つ二重人格者。また暗い状態の時に性格のことを言われるとさらに暗くなり、ペットのベムスターというハムスターとこっくりさんを始めてしまう癖がある。
過去、モモタロウとの野試合で敗れ、顔面に大きな傷を負ってからは「影幻」状態が主となり、モモタロウに復讐を誓う。敗北の原因がモモ・マスクにあると考え、太平プロレスに忍び込んで銀綾地の反物を盗み、名工・左源五郎と、その娘ちよを誘拐し、自分専用のモモマスクである「ブラック・モモ・マスク」を作らせて、そのマスクを被り「ブラック・モモタロウ」を名乗って、自らが本当の桃太郎の子孫であると偽り、モモタロウおよび太平プロレスに勝負を挑んだ。
モモタロウとの対戦ではブラック・モモマスクの助力もあって終始モモタロウを圧倒し、モモマスクを再起不能としてあと一歩でモモタロウの素顔を見せる所まで追い込んだが、ニュー・モモ・マスクをつけたモモタロウの前に敗れ、「モモマスクが似合うのはお前だけだ」とブラック・モモ・マスクをモモタロウに返して消える。
その後のレスラーの祭典「アース・クラッシュ・トーナメント」にて、七尺兄弟を救うためにモモタロウの、新モモ・スペシャルの特訓に協力。試合中に彼が見せた月の輪蹴りによって新モモスペシャル「ストライク・スリー」完成となる。
またモモタロウに敗れた以後は、「春架」状態と「影幻」状態が混在する状態となり、太陽の日を浴びると明るい春架ちゃん化して踊り出すという困った癖が身に付いてしまった。名前の由来は実在のいぶし銀レスラー永源遙より。
戦法は黒武術伝統の「蹴り」を主体にした打撃中心。得意技は節影乃矢、啄木鳥蹴り、あん馬蹴り、ダークネス・アロー、ブラック・エンドなど。
ブラック・モモタロウ
影幻春架がブラック・モモ・マスクを被った姿。真の桃太郎の子孫を自称する。ブラック・モモ・マスクの神通力と黒武術の技で終始モモタロウを圧倒し、必殺技のブラック・エンドでモモタロウのモモマスクを切り裂くなど、かつてないほどモモタロウを窮地に追い込んだが、ニュー・モモ・マスクを着けたモモタロウに敗れる。
ブラックもんがー
ブラック・モモタロウが変化した状態。その名の通り「黒いもんがー」で、黒のレオタードを着ている。もんがーダンスの威力ではモモタロウのもんがーを上回り、目から怪光線を出すこともできる。もんがーを苦しめるが、ニュー・モモ・マスクを着けたもんがーの「ジェット・モンガロン・轢き逃げアタック」に破れる。
黒木 麗羅（くろき れいら）
黒武術の副将的存在で、スタイルのいい美人のお姉さん。影幻以外の黒武術の人間からは「アネさん」と呼ばれている。影幻の回想などにも登場し、彼との付き合いは長い。性格はかなりきつめでややサディストの気がある。太平プロレスと黒武術との対抗戦では、黒潮丸、栗五郎と組んで出場、三郎太・猿田彦・牛馬鹿丸と戦う。若い女性格闘家である上に、リングコスチュームはわざわざハイレグレオタードだったことから、まだ思春期の三郎太には非常に組し難かったようである。黒武術内では「締め技のレイラ」と称されているといい、三郎太には足を使った変形三角絞めをかけていた。普段は料理もするなど家庭的なところもある。
大波 黒潮丸（おおなみ くろしおまる）
黒武術の一員、太平プロレスとの対抗戦で、初戦で出場。小学生のような小柄な体格でパンチパーマのオッサン面というアンバランスな容姿。いかつい顔の割りに実は三郎太と同い年の17歳。子供の頃、親に、少しずつ石が入ったメシを食わされたため「黒武術一の石頭」を称し、猿田彦を必殺技の「黒潮流星弾」で倒すも、同時に猿田彦に殴られて相撃ちとなる。趣味は読書で、邪魔をされると怒る。
ドン・栗五郎（-くりごろう）
太平プロレスとの対抗戦の初戦に出場。通称「ドングリ君」。巨漢のイガグリ頭に柔道着を着ている。柔術に長けており、柔道の技を応用した投げ技を得意とする。実力は外見にそぐわずなかなかの物があり、たとえ投げられても猫のように（それ以上に）回転し着地できる。フィニッシュ・ホールドは「どんぐり地獄落し」。激戦の末に三郎太を破った。なお、長台詞は台本がないと喋れない。
納豆丸（なっとうまる）
黒武術の開祖でご先祖ちゃんの幼なじみ。語尾に「〜デシ」を着けるのが癖。だぶだぶの黒い鎧姿に「豆」と書かれたハチマキをかけて、いつも鼻水を垂らしている。
ご先祖ちゃんと同郷で、村ではひねくれ者の悪ガキだった。鬼退治の手柄を我が物にしようと、村を出発したご先祖ちゃんを襲うも失敗し、その後村から袋叩きにされて島流しの刑に合い、流された島でご先祖ちゃんへの恨みから黒武術を生み出した。
現代ではブラック・モモ・マスクに吸い込まれたご先祖ちゃんと再会、復讐を果たすべく勝負を行い、一時はご先祖ちゃんを苦しめるも牛バカの助力を得たご先祖ちゃんに敗れる。この際、自らの後継者である歴代の黒武術伝承者に見限られ、襲撃されるという目に遭っている。その後は改心したらしく、銀綾地を届けるためにご先祖ちゃんを黒武術の蹴りで現代に送り返し、影幻との戦いでモモタロウに助言を行うなどもした。
作中の説明では、黒武術を生み出した後、自らを「鬼退治をした桃太郎」と偽り、時の将軍、足利義昭に売り込んだらしい。現代でも姿を現した時、観客に自らを「本当の桃太郎」と紹介するが、あまりのマヌケ面のために観客の誰一人すら騙せなかったばかりか、子孫の影幻にも先祖と信じてもらえなかった。
戦い方は刀以外にも黒武術の蹴りと鎖鎌、弓、槍などの様々な武器を組み合わせた戦法を取り、一度は桃紋羽織を破っている。
手の付けられない悪ガキでひねくれ者だがご先祖ちゃんのお爺ちゃんお婆ちゃんには世話になったこともあり、恩を感じている。なお、質問されると「その、とぉーりっ！」と言って鼻水を相手の眼前に突きつけるクセがある。

### オニ一族
日本各地に伝承の残る「鬼」達の末裔もしくはその当人。桃太郎およびその子孫を宿敵とする。実は「鬼」の正体はかつて日本に流れ着いた北方系の海賊や船員たちである。
鬼ヶ島ブラザーズ（バカオニ兄弟）
かつて桃太郎に成敗された「鬼」の子孫である3兄弟。当人達は「鬼ヶ島ブラザーズ」と名乗るが通称「バカオニ兄弟」。
アカオニ・トム
本名トーマス・オニデスキー、身長185cm/体重140kg。10月5日生（31歳）O型。
全米で五指に入るプロレスラーで、バカオニ兄弟の長男。先祖の敵打ちのため、モモタロウへの復讐を狙っている。得意技は鬼の金棒を思わせる「怒涛のトムさんラリアット」。モモタロウに挑戦するも敗れ、その後も復讐のために日本にとどまり続けフリーターとして生計を立てていた。性格は単純かつ粗暴だがどこか間が抜けており、憎めない悪役キャラクター。作者も最も好きなキャラクターの一人と語っている。一時は出番の少なさに死亡説まで流れたという。後にイワン・シュテンドルフと出会い、「強者のエキス」を与えられてパワーアップし、再びモモタロウに挑むため、アースクラッシュ・トーナメントに参戦する。シュテンドルフに強者のエキスを与えられた時は巨大な岩をも砕くパワーを見せ、まりんとの試合でもウラシマ渦潮落としをリバーススープレックスで返すなど、散々まりんを苦しめた。シュテンドルフを「社長」と呼び、セコンドに付いた際はシュテンドルフを馬鹿にした発言も多かったが、その死には涙するなど、彼のことを慕っていたようである。
アオオニ・マイク
バカオニ兄弟の次男。レスラーとしての格闘能力は兄弟中で最も弱いが、パワー一辺倒の兄に比べて頭を使った戦いを得意とする。アルバイト時には地味に黙々と働き続けるなど、生活作業では最も有能である。アースクラッシュ・トーナメントでは兄と同じく「強者のエキス」によるパワーアップを果たすが、決勝進出をかけたアーチェリー・ウィリアムスとの対戦で瞬殺され、予選にて敗退。KOされた際には「地味なキャラクターが災いして予選で敗退した」とアナウンスされ、トムに「バカか」となじられた。その後はモモタロウの情報偵察等で姿を見せ、牛バカ率いる百鬼夜行の餌食にされるなどした。モモタロウの隠し玉であったストライクスリーを使わせるために、徳利を使うようにシュテンドルフに進言するなど、悪知恵が働く。
クロオニ・ジョニー
バカオニ兄弟の三男。元ボクシングのヘビー級世界ランカーであり、マイク・タイソンに挑戦するが、逃げられてしまい、長兄トムの勧めによりレスラーに転向した。
空気をも切り裂く「サンダー・ブロウ」の使い手であり、兄弟の中では実力が高く、シュテンドルフからも高く買われていた。性格はノリが良いお調子者で、他者を見下す傾向があるため、それまで登場していた敵役たち（兄2人やウラシマ・まりんなどといった）は愛嬌あるユーモアス的な敵として描かれたのに対し、作内初の典型的な悪役キャラクターとして描かれている。2人の兄のことは完全にナメていて、また弱い者イジメが好きで、牛バカをさんざんからかっていた。決勝戦のリング外で、自分と牛バカのケンカに割って入った影幻にパンチを「こわいぐらいおそい。ハナシにならん」とコケにされたうえ、モーター・シティー・ドライヴもあっさりかわされ、月の輪蹴りで簡単に負けてしまった。日本滞在時は生活費のために兄2人とアルバイトをしていた。
アース・クラッシュ・トーナメントでは、強者のエキスを与えられたうえでベンケーと戦い、サンダー・ブロウで散々苦しめるが、牛バカの助力（牛バカの作った折り鶴をベンケーが首に掛けていたことで、サンダー・ブロウの風圧で煽られ軌道を読まれた）により敗北する。得意技はサンダー・ブロウ、モーター・シティ・ドライヴ、ゴー・トゥー・ヘヴンなど。
デトロイト・ホラーと名づけた大型バイクを常に乗り回し、会場の中ですら爆走していた。過去に九十八回の駐車違反とたった一回の信号無視をした男で仲間内で「ジョニー99（ナインティナイン）」と呼ばれていると自称する（このエピソードは作者が大ファンのブルース・スプリングスティーンの楽曲『ジョニー99』の歌詞のパロディー）。
イワン・シュテンドルフ
1000年以上を生きたと言われる巨体の妖術使い。ロシア出身。3m近い巨漢であり、様々な「妖術」を使う。
その正体は1000年前の昔、日本に流れ着いた北方系の船長であったが、源頼光の陰謀で凶暴な鬼の「酒呑童子」として仕立て上げられ、部下を殺される。以来、日本人に復讐を誓い、660年前の女木島では鬼王「温羅」としてご先祖ちゃんと戦った末に住処を追われた（バカオニ兄弟は当時の部下の子孫という事になる）。「強者のエキス」という、妖術によって作られた徳利に満たされた酒に強者を文字通り漬け込んでその生命力を奪い、それを呑むことで長い年月を生き続けている。
アースクラッシュ・トーナメントに「二代目モモタロウ」が出場することを知り、復讐を挑むために同大会に参加する。その巨体から繰り出されるパワーは予選ではドクター・フランケン、カラムーチョ・ロドリゲス、ベトコン・エースのレスラー3人を纏めてなぎ倒し、七尺兄弟、キンタロウ、まりんといった強者たちですら敵わず、モモタロウも辛うじて勝ったと言わざるをえない試合内容だった。またレスラーではないため、試合中に使う技も妖術の他は、力任せになぎ払ったり投げ飛ばしたりといった物が多い。
モモタロウとの試合の直後にご先祖ちゃんから「貴方にしたことを反省して、神社にもきちんと丑寅の方角に貴方の像が奉られている」と言うことを教えられ、長年に渡る恩讐を解く。その後一度は祖国へ帰るが、妖術でモモタロウの身に迫った危険を感じ取り、モモタロウを助けるために再来日。モモタロウを救うためにヤマトタケルと闘って致命傷を負い、最期はかつて戦った初代「桃太郎」であるご先祖ちゃんに看取られて逝った（改心して「強者のエキス」を断っていたため、戦死せずとも近く寿命が尽きる運命だった）。作中ではっきり死亡した描写があるのは彼だけである。フィニッシュ・ホールドはコサック・キック、アトミック・ラシアン・クロー（対キンタロウ戦では応用技である「ストマック・ラシアン・クロー」を披露）、アトミック・バスター・クロー。妖術は、酔死体、神鬼楼地獄絵図、鬼門砲、百鬼魔道弾など。

### 河童相撲
バビィ
河童族の実質的なリーダーと思われる呪術師。彼女が占いで受けた神託で新たなリーダーが現れると受けた直後にキンタロウが溺れて河童族の住処まで落下して来たのが河童相撲編の発端である。キンタロウが人間であると知ってもあくまで神託を実行しようと河童に改造しようとしたが結局キンタロウは奪還され、置き去りにされた鋼鉄郎を新たな指導者に改造。その様子はナチスドイツを彷彿させるものとなった（しかし次回には鋼鉄郎が人間としてそのまま登場している）。ギャグ描写とはいえ自分をババア呼ばわりした河童相撲の理事長を一瞬で袋叩きにした。
カスガノ理事長
河童相撲の理事長。バビィの補佐的な存在。モモタロウを「桃尻山（ももじりやま）」と呼んでいた。
ケロック蛙山（けろっく かえるやま）
河童相撲の東関脇。岩の上で相撲を取って負けても皿を割って死なないように改造手術を受けてカエルの改造人間となった。相撲でモモタロウを圧倒したが結局ドロップキックで倒された(「決まり手:蹴飛ばし」と牛バカが発表)。周囲はこれに対して反則であると抗議したが「（人間の相撲界では）解禁された」とのハッタリに騙されて敗北を認めた。先場所の戦績は8勝7敗。
ヤーモ＆イーモ
河童相撲の西大関。二人でコンビの力士。先場所の戦績は10勝5敗。揃ってヒールレスラーを思わせるペイントを施した強面顔と迫力ある筋肉質な肉体を持つが、下駄を脱いだ牛バカ丸よりも小さい（身長148cm以下）というアンバランスな体型であった（最もその時はポーズの関係で片膝を付いていて牛バカは背伸びをしていたが）。
体に機械を内蔵しており見かけ以上の重量を誇っているため、体重が200kgある。二人がかりで牛バカ丸にへばり付いて苦しめたが弁慶の助言を受けた牛バカのクラマ流自己紹介の術の前に敗北。敗北後に再び襲い掛かるものの上から弁慶が故意に二人の上に落ちて阻止された。ヤーモがヤモリでイーモがイモリをモチーフとしている。
三賞 太夫（さんしょう だゆう）
河童相撲の横綱で、オオサンショウウオの性質を持つ改造河童。横綱になっても三賞を独占しないと気がすまないと言う（実際の大相撲では横綱や大関は三賞の対象外。ゆえに本作でも枠外で「そんな横綱いない」とつっこまれている）。

### その他
七尺一寸（ななしゃく いっすん）
「一寸法師」の子孫である流浪のファイターで、モモタロウの友人。身長213cm/体重140kg。6月6日生（20歳）、AB型。太平プロレスVS黒武術の対抗戦で一宿一飯の義理を返すために黒武術側助っ人として参戦した。椀を2つ合わせたような物体に入って転がって入場し、椀と薬缶をイメージした甲冑を着て登場。双子だけあって二寸との息はぴったり。同じく太平プロレス側助っ人として参戦したキンタロウ・弁慶組をツープラトン技で苦しめる。しかし弟がキンタロウと相打ちになると一人ではベンケーに及ばず破れた。兄弟そろって身体に見合った大食漢であり、嘘か真かその巨体を維持するためには一日に100kg相当の食事を取る必要があるという。お腹が空くとヘッドギアの額のハングリータイマーが点滅する。先祖伝来の「針千丸」という針と「打ち出の小槌」を所持している（詳しくは道具で記述）。対抗戦の試合終了後、「一人だとてんで弱い」「針治療が無きゃすぐ死ぬんじゃない?」などの批判を跳ね返すために再び修行の旅に出た。「アースクラッシュ・トーナメント」の開催予定を聞きつけ、修行を終えて太平プロレスを来訪、トーナメントの情報でモモタロウたちと盛り上がった所に正式に開催が決定、トーナメントに出場する。しかし予選を前に試合会場内の軽食コーナーで弟と食事を取っていた所をシュテンドルフに襲撃され、兄弟共々強者のエキスの徳利の中へ押し込まれた。後にモモタロウの勝利によって無事生還。口癖は、兄弟揃って語尾に「〜だホ」。
七尺二寸（ななしゃく にすん）
「一寸法師」の子孫で、七尺一寸の双子の弟。同じくモモタロウの友人。身長216cm/体重142kg。6月6日生（20歳）、AB型。登場については一寸と同じ。常に兄、一寸と共に行動している。兄よりも身体は大きいが、性格的には子供っぽく、兄に大きく依存している部分がある。このことはシュテンドルフの襲撃の際、兄が徳利に押し込まれたのを見て戦意喪失し、最早格闘家としてではなく子供のようにシュテンドルフへ殴りかかったことから見ても解る。また、兄よりもギャグ寄りなキャラクターである。「ハイな気分」になると顔が緩み、兄と共に「ワンツー・ハイ」なるハイタッチモーションを繰り出す。しかしシュテンドルフとモモタロウにはあっさりギャグで返されていた。
アーチェリー・ウィリアムス
アースクラッシュ・トーナメントの前回優勝者。もとアーチェリーの選手で、優れた動体視力を持つ。準々決勝でモモタロウと闘うが、大歓声と受けた技（ロータリー・デスロック）のためにギブアップ宣言がレフェリーに直ぐに伝わらず、更にそこにシュテンドルフが乱入したため、没収試合としてモモタロウ共々失格になった。意識を取り戻した後、モモタロウが失格になっていることを聞いて驚愕、サラマンチョ大会委員長に直訴、息子であるペーターの提案で「ウィリアム・テルのりんご」の賭けをし、モモタロウの試合復帰を勝ち得た。王者にふさわしい度量のある紳士的な人物。アーチャー時代に視神経を酷使しすぎたために、顔面に強い衝撃を受けると視力が低下することを隠して戦っていたが、ペーターには失明に近いことを気付かれていた。
ペーター
アーチェリー・ウィリアムスの息子。父親の目の疾患と、それによるレスリング選手としての限界が近いことを悟っており、アースクラッシュ・トーナメントでの、父のおそらく現役最期になるであろう試合を見届けるために、試合会場である東京ドームまで無賃乗車でかけつけた。試合途中、父の目のことを心配する余り、セコンドからモモタロウに「顔面だけは狙わないで」と絶叫する。追い詰められた父の姿を見て「今助けに行くからまっとれや!」と、バットを持ち出してリングに乗り込もうとしたこともある。モモタロウとウィリアムスが両者失格の裁定を受けた際、抗弁するウィリアムスと、モモタロウの復帰を認めないサラマンチョに対して「頭に載せた桃をパパが撃ち抜いたらモモタロウさんの大会復帰を認めてくれ」と強引に迫り、コーナーポスト上で父・ウィリアムスに桃を矢で射る様懇願した。結果として、無事矢は桃に刺さり、その度胸に感動したサラマンチョの説得に成功する。
マーサ茨木
『週刊少年ジャンプ』編集部の茨木政彦をモデルにしたキャラクターで、作中ではほとんどの試合のレフェリーを務めている。彼は当作品の連載時はまだ新婚だったこともあり、にわのまことには散々そのことをギャグネタにされていた。
サラマンチョ
アースクラッシュ・トーナメントの大会委員長。小柄な白髪のおじさんで、つぶらな瞳がチャームポイント。しかし開会の挨拶では式辞で「アース・クラッシュ（地球をぶっ壊す）」程の声量で叫び、馬七に「あんたが地球をぶっ壊してどうする!?」と突っ込まれていた。モモタロウの試合復帰を大会規約において認めないと宣言したが、ウィリアムスの説得とペーターの度胸を見てその場で大会規約を書き直し、モモタロウの試合復帰を認めた。後にトーナメントの記念プレートをモモタロウに手渡そうとするが、前述の通り小柄なため、記念プレートに押しつぶされていた。
源頼馬鹿（みなもとの よりばか）
牛馬鹿丸の実兄。美樹を巡り牛馬鹿丸に挑むも敗北。太平プロレスに居座ろうとするが以降の消息は不明。
カグヤ・ザ・ムーンバトラー
かぐや姫の子孫を称する（月へ帰る途中のかぐや姫がアマゾンに墜落したという）黒髪ロングヘアの美人。アマゾネス・クィーン。自分の母が強い男に惚れて駆け落ちしたことがトラウマになり、「世の中の男はカスばかり」を信条に、女性の方が強いと言うことを証明するために来日。試合ではないとはいえ、キンタロウをふっとばし、続けてモモタロウに試合を挑む。噛みつきを始めとしたプロレス以前のワイルドな戦法と満月の日に最大の力を発揮するムーンストーンがはめ込まれたサークレットによる無重力でモモタロウを翻弄するも、もんがーによる影絵でムーンストーンを無力化されたことで形勢を逆転され、ダイビングピーチボンバー甘口バージョンによって敗北。その後モモタロウに惚れ、「モモ様」とモモタロウを追い掛け回すようになる。作る料理は「チスイコウモリの丸焼き」などワイルドな物ばかりらしい。
三年 寝太郎（みつとし ねたろう）
三年一族の末裔。寝技が得意。寝起きにもかかわらず、あのキンタロウとベンケーの2人を同時に寝技で破り、モモタロウのファイナル・エルボーをも弱点を突いて破るが、最後はモモタロウのローリング・クレイドルで眠らされ敗北。元ネタは三年寝太郎。
ヤマトタケル
六百年後の未来から来た最強の男。神を自称している。本名は倭建命。ご先祖ちゃんの出生の秘密、銀綾地の素材の正体など本作の鍵を握る人物。
本来生まれるはずのない桃太郎（ご先祖ちゃん）の子孫であるモモタロウの抹殺のため、現代に出現。全てを切り裂く手刀「クサナギ・ソード」でモモタロウをズタボロにし、乱入したシュテンドルフにすら致命傷を負わせるも、自身もシュテンドルフの最後の一撃で大ダメージを受け、撤退。後日、モモタロウと戦って敗北。モモタロウが自分を殺さなかったことに心を打たれ、改心。未来での償いを約束して帰って行った。実力的には、本作最強クラスのシュテンドルフをもしのぐ程で、あのシュテンドルフを倒したストライク・スリーを受けてもなお立ち上がれるほどの体力も持つ。
ネオ・ブラックもんがー
シュテンドルフが妖術で「怨念を集めた」結果生み出された「ブラックもんがー」の再生体。以前敗れた「ジェット・モンガロン・轢き逃げアタック」を撃破したが「もんがーダンスマークII」のリズムに付いていけず、あっさり自爆した。その後更にシュテンドルフに再生され、改心して「ネオネオ・ブラックもんがー」として登場する。登場時、「アレってお前じゃなかったのか影幻!?」と突っ込まれた影幻は「昔はそうだったが今は知らん!」とかなり慌てていた。

## 作中に登場した主な技

### モモタロウ
モモタロウ・ファイナル・エルボー
モモタロウが多用するエルボー。自らの「気」を肘に集中させて相手を打つ技。使用する時は肘が「気」によって光る。「気」を集中させるのに精神集中が必要で、心に乱れや疲労があると成功しない。モモ・マスクを被る前から使用しており、威力は違うが馬七や三郎太も似たような技を使えることから修練次第で誰でも使用できる模様。
ダイビング・ピーチボンバー
「モモ・スペシャル」のその一。トップロープやポスト上からダイビングして前方回転による強力なヒップアタックをかます技。高速回転のため、お尻の部分が相手には桃に見える。以下に記述するように様々なバージョンが存在する。
ダイビング・ピーチボンバー禁じ手バージョン
通常の前方回転によるヒップアタックでは無く、後方回転によりダブルニーパッドを食らわす強力な技、あまりの威力にモモタロウ自身も「禁じ手」としている。猿田彦戦とまりん戦、シュテンドルフ戦で使用された。
ゴールデン・ピーチ・ボンバー
モモタロウとキンタロウの合体技。ピーチ・ボンバーにアシガラ・スピン・キックの遠心力を加えた技で、縦回転と横回転の威力が加わって「桃」が金色に光る。バカオニ兄弟戦で使用したが、その威力は当のモモタロウが火星まで飛んでいく程強力だった。
ダイビング・ピーチボンバー甘口バージョン
カグヤ戦で使用。一見するとどこがどう甘口なのか不明なのだが、技を受けたカグヤの表情と効果音から、通常のよりも威力がかなり抑え目である模様。
アグラ・ツイスト
「モモ・スペシャル」のその二。下半身をインディアン・デスロック、上半身をコブラ・ツイストで攻める複合技。実は実在する技で、プロレスの本場メキシコではポピュラーな技らしい。
クロスライダー・スープレックス（・ホールド）
「モモ・スペシャル」のその三。ベンケー戦で初登場。相手の左手を自分の左手で取り、素早く相手の周りを回って正面から右手を右手で取った後、スープレックスを決める。投げる際に両腕を引くことで相手の身体が反転し、名前の通り十字型のスープレックス状態で落下させる。両腕を封じられているため受け身を取ることができない。
ロータリー・デス・ロック
「モモ・スペシャル」その四。まりん戦で初登場。足4の字固めの体勢からローリング・クレイドルのようにひねりを加えて回転し、相手の両足を徐々に締め付けて行く。最後まで続ければ両足を折ることも可能だが、モモタロウはそこまでせずに相手の力を奪った上でフォール勝ちしている。
モモタロウ・ストライク・スリー
最後の「モモ・スペシャル」。巨体のシュテンドルフに対抗すべく、松平林吾から与えられたヒントである「プロレス技の三要素」を基に編み出された。正面から相手の腕をクロスさせた状態で捕らえて、肘の部分を膝蹴りで打ちながら投げ飛ばす技。これを食らった相手は肘の関節を痛めつけられ、その上受け身も取れずに頭から落下する。プロレス技の三要素「打つ（蹴り技）」・「投げる（投げ技）」・「極める（関節技）」を全て兼ね備えた究極のフィニッシュ・ホールド。
未完成版ではクロスした両腕を梃子の原理で投げ飛ばすだけの技であり、「投げ」と「極め」の二要素しか含まれていなかった。その為シュテンドルフのあまりの巨体にはスピードが足りず通用しなかった。その最中で起きた場外乱闘で、影幻がジョニーに放った月ノ輪蹴りから着想を得て「蹴り」の勢いとスピードが加わり完成する。

### サカタ・ザ・ゴージャス・キンタロウ
アシガラ・スピンキック
モモタロウに敗れて「金太郎ヘッド」にされたキンタロウが編み出した技。倒立の姿勢から頭頂部をブレイクダンスのヘッドスピンの要領で回転し、独楽のように回りながら回転脚を繰り出す技。カポエイラをモデルにしており、「シバータ」や「メイア・ルーア・ジ・コンパッソ」をイメージしたような技である。連載前の読み切り作品では「キンちゃんスペシャル」と呼んでいた。頭のてっぺんにインドのガマの油を塗ることで5倍にスピードアップすることもできる。
エッフェル・ヒールキック
キンタロウのフィニッシュ・ホールドの一つ。モモタロウのモモ・スペシャルに対抗して「ゴールデン・ハーフ・スペシャル」と呼んでいる。テコンドーの「脳天蹴（ネリチャギ）」をベースにしており、フロントハイキックのフェイントから相手の頭部へ踵を打ちつける。バリエーションとしてコーナーポストから伸身宙返り→踵落としを行う「ローリング・エッフェルヒールキック」がある。技の名前は母親の出身地、フランスのエッフェル塔をイメージした物。
ハイアングル・アックスドライバー（高角度鉞杭打ち）
VSシュテンドルフ戦で見せた第二のゴールデン・ハーフ・スペシャル。ネックブリーカーをフェイントにして相手の重心を前にずらし、そのまま前方に反転して、自分の体重を相手の重心に乗せて、マサカリを撃ち落とすが如く、相手の顔面をマットに叩きつける。
凱旋門崩し
モモタロウとの再戦で見せたニュー・ゴールデン・ハーフ・スペシャル。相手をロープに振って戻ってきた所、あるいは相手の突進系の技を飛び越えて背中に乗り、胴をレッグ・シザースで挟み、両腕を捻り上げて相手を前のめりに押しつぶす。
ダブリュー・ネルソン・フェイスロック
相手の腕をフルネルソンのように固めた上でフェイスロックを掛ける複合技。カグヤのことを思いながら作ったと称し、モモタロウを「抱きしめるように」ロックしたためにモモタロウは全身鳥肌を立てていた。

### ザ・グレート・ベンケー
張り手
ベンケーの得意技、要はただの張り手だがベンケーのパワーにより恐ろしい威力を持つ。
三段階弁慶式背骨折り（トリプル・ベンケー・ブリーカー）
相手を宙に放り投げ、落下して来た所に頭・首・膝で合計三回連続のバックブリーカーを掛ける技。三度目のブリーカーでは相手は完全に背骨をへし折られる。ブリーカーを掛けるたびに「いちィ!」「にィ!」「さんッ!」と掛け声が入る。ベンケーは初登場時にこの技で林吾の背骨をへし折った。
弁慶風車
対モモタロウ戦の秘密兵器としてベンケーが温存していた技。相手を担ぎ上げた状態からエアプレーン・スピンで回転し、そのままコーナーポストやリングサイドなどに放り投げる。ベンケーはウラシマ編でこの技を使って石材戦隊を一掃した。派生技としてトリプルベンケーブリーカーの二段階目から行う「背骨折りからの弁慶風車」もある。
クラマ流ぶちかまし
七尺兄弟戦で使用、要はただの体当たりだが、ベンケーの技の中で「クラマ流」がついている珍しい技。
クラマ流遠隔聴取術
アース・クラッシュ・トーナメントで使用、座禅を組んで遠く離れた相手の声を聞く。ベンケーはこの技を使って徳利に閉じ込められたキンタロウたちの様子を探ろうとした。

### 牛馬鹿丸
ミスター・ユニバース日本代表、ただし上半身のみの術
上半身のみをミスター・ユニバース級の筋肉にパワーアップさせる。牛バカの技（？）の中では比較的使用頻度が多く、ドン・栗五郎やアカオニ・トムなどのパワーファイタータイプのレスラーと戦うための切り札的役割だった。
ミスター・オリンピア日本代表、ただし下半身のみの術
上記と対になる技。下半身の筋肉のみを異常にパワーアップさせる。アースクラッシュ・トーナメントの予選で一回使っただけだが、その時は相手選手を踏み潰し一発でKOしている。
1999年7の月、空から恐怖の大王が降ってくるだろうの術
ベンケーをなぶり殺しにされた怒りから、その大元である石材戦隊を殲滅した技。火をつけたマッチを飲んだ後、尻からロケット噴射して飛行し、敵上空を旋回しつつ口から火の玉を連射する。リングを火の海に変えた上、ドラゴン・おばばをして「世界を滅ぼす気か、あのガキャ!?」と言わしめ、震撼させた程のあり様だった。
トーフのカドでヘッドバットの術
身体を豆腐のような形状に変化させたのち、角の部分でヘッドバットを行う術。豆腐の角と言いつつ威力は絶大で、これを食らった納豆丸は流血しながら吹き飛んだ。

### ウラシマまりん
サブマリンロケッター
顔の前で両腕をクロスした姿勢で、下からヘッドバットを叩き込む技。まりんは相手の姿勢を崩す時などによく使っている。
ロブスター・キック
ジャンプしてえび反りの姿勢から、手で足を引き絞り、蹴り付ける技。
スーパー・オクトパス・ホールド
従来の卍固めに「股裂き（レッグ・スプレッド）」の要素を加えたまりんオリジナルのオクトパス・ホールド。
かける相手の足一本で立っているため、簡単に逃げられそうだがまりんの足腰の強さと絶妙のバランス感覚により脱出は困難である。
ウラシマ渦潮落とし
相手をリバース・フルネルソンに固めて振り回し、ヘリコプターのように空中に舞い上がり、マットに叩きつける技。
強力な技だが両足は完全に自由なため、上昇中に足で攻撃されると破られてしまう。
シー・ポイント・チョップ
相手の頭上にジャンプし、渦の中央に投げ釣りをするように脳天に叩き込むチョップ。
パシフィック・ハリケーン
渦潮落としを改良した技で、リバースフルネルソンではなく相手の腕をクロスした状態で肩に担ぎ上げ、エアプレーンスピンからジャンプしてマットに打ち付ける。渦潮落としと違い両手を決められ、また肩に担がれているため、足による攻撃も防いでいる。
シャイニング・ウェーブ
「太陽の紋章」発動時、左手で右手首を掴み、相手に叩きつける手刀。
アース・ソニック・ブレード
「太陽の紋章」発動時、両腕を光の剣と化し、相手を斬り付ける波動チョップ。凄まじい威力だが、反面、体力の消耗が激しく、場合によっては放った本人が命を落とすこともある危険な技。

### ブラック・モモタロウ（影幻春架）
節陰の矢（ふしかげのや）
黒武術の蹴りの基本とも言える技、高速で蹴りを打ち込み、対象を「射抜く」技。実戦向きの技では無く、本当は演武の型の一つらしい。TVでのデモンストレーションやモモタロウとの試合で使用された。納豆丸が使用した元祖節陰の矢は相手を油断させて足に仕込んだ本物の「矢」で射抜くフェイント技であった。
啄木鳥蹴り（きつつきげり）
モモタロウ戦で使用、ジャンプして啄木鳥のように連続で蹴りを打ち込む技。
あん馬蹴り
体操のあん馬の要領で、右足で相手の顔面を打ち、左足で相手の足を払う技。
ダークネス・アロー
目にも止まらない動きで相手の死角に回り込み、そこから攻撃を加える技。死角からの攻撃なので姿は見えず、相手には自分の影が動いているようにしか見えない。
ブラック・エンド
ブラックの必殺技、ジャンプして飛び上がり、相手の顔面に強力な膝蹴りを叩きつける。モモタロウのF・エルボーのように「気」を纏っており、その威力は一撃でモモ・マスクを切り裂いた。
月の輪蹴り
場外でのクロオニ・ジョニーとのケンカで使用、幻影を見せて、相手の頭上に逆立ちして、月の輪を描くように膝蹴りを叩き込む。モモタロウはこの技からストライク・スリーを完成させた。

### イワン・シュテンドルフ
アトミック・ラシアンクロー
シュテンドルフの主たる必殺技で、強者のエキスの力で腕に「気」を纏い強力なパワーで相手をなぎ払う。一撃で3人のレスラーをなぎ倒した他、キンタロウやまりんなどの実力者のトドメもこれによって刺している。また強者のエキスの助力が無くても作中最後の敵、ヤマトタケルを一撃で場外まで吹っ飛ばすなどその威力は凄まじい。
バリエーションとして相手の腹に打ちこむストマック・ラシアンクローがあり、これでキンタロウを破っている。
アトミック・バスタークロー
腕のグローブを外した状態で放つ、強化版ラシアンクロー。グローブによってセーブされていた力が解放されているため、通常のクローより威力が高い。
鬼門砲（きもんほう）
シュテンドルフの妖術の一つ、艮の方角（鬼門）より邪気を掌に集め 強者のエキスを吹き付けることで牙を持った強力なエネルギー弾と化す技。
百鬼魔道弾（ひゃっきまどうだん）
鬼門砲の強化版で、邪気を複数同時に放つ技。ウラシマ・まりん戦とモモタロウ戦で使用。
酔死体の術（すいしたいのじゅつ）
シュテンドルフの妖術の一つ、酒を飲みまくり、大量のアルコール成分によって肉体を仮死状態にしてどんな攻撃も無効化する技。
神鬼楼 地獄絵図の術（しんきろう じごくえずのじゅつ）
シュテンドルフの妖術の一つ、強者のエキスを霧のように噴き出し、相手に、仲間が地獄で苦しんでいるように見える幻覚を見せる技。

### その他
アカオニ・トム
怒涛のトムさんラリアット
アカオニ・トムがメインに使う技。スパイク状のアームサポーターをつけた右腕でラリアットを叩き込む。強者のエキスによってパワーアップした際は、崖の上から投げられた岩を粉みじんに打ち砕く威力をも見せた。バリエーションとして、左右に腕を広げてラリアットとバックスピンナックルを繰り出す「大回転トムさんラリアット」がある。
アーチェリー・ウィリアムス
アーチェリー・バックブリーカー（弓式背骨折り）
うつ伏せにした相手をテキサスクローバーの形で両足で固め、後ろから両手で相手の顎を捉え仰け反らせる。相手の姿が弓の本体で自身が弦を現し弓のようであることから名付けられた。
ボー・アンド・ロー（弓矢固め）
仰向けになり両足を畳み、その両膝の上でバックブリーカーで固める。ただし相手の両腕が自由であることと自身の顔が近いことからモモタロウから顔を強打されて破られた。
スペースストリングリボルバー（真空糸巻き落とし）
七尺兄弟が得意とするツープラトン技。二人がかりで相手の首を左右から組んだ腕で極め、同時に身体を捻ることによって相手を強引にダウンさせ、顔面からマットに叩きつける。
ゴー・トゥー・ヘヴン
クロオニ・ジョニーが使うコンビネーション。作中では主に右のフック＞左レバーブロウ＞アッパーカットのコンビネーションを使っていたが、決まりというわけではないらしい。本人は直訳して「天国へ行きやがれ」の技名らしく、アッパーでの締めを好んでいる。
もんがーダンス
もんがーの必殺技。元がギャグだけに理屈は全くわからないものの、「お尻フリフリもんがもんが」の掛け声と共に踊ることによって、相手に様々なダメージを与える。バリエーションとして、腰の反復運動が増えた「ハイパーもんがーダンス」高速で移動することによって分身して行う「サラウンドもんがーダンス」リズムを一新した「もんがーダンスマークII」などがある。
ジェット・モンガロンひき逃げアタック
もんがーのバイク「ジェット・モンガロン」で、技名通り相手を轢く。
松平林吾
ビッグアップルドライバー
三郎太の回想シーンで使用された松平林吾必殺のドロップ技。相手を犬のお座りの様な姿勢で担ぎ上げ（両手を股下から掴んでいる）て相手を頭からマットに叩きつける技。
腹式地獄車
松平林吾がベンケーのトリプルベンケーブリーカーを受けたことにより誕生した技で、体を仰け反らせて車輪のように回転する移動技。主に緊急連絡時に使われた。
猿太彦大輔
サルのノミ取り拳
猿太彦大輔が得意とする技。一見して素早い突きの連続のように見えるが実際は突いた際に相手の肉を摘み、腕を引くことで引っ張っている。サルがノミを取るがごとくとのこと。
肘掛け払い腰
ドン・栗五郎が使った投げ技。柔道の払い腰だが片肘を相手の首に引っ掛けている。
団栗地獄落とし
ドン・栗五郎が使った投げ技。肘掛け払い腰と同じく柔道の背負い投げだが、相手の背後から右腕と髪を掴んで投げている。
平家めつぼーキック
源頼馬鹿の必殺技。全身を後方に大きく仰け反らし、前に振りぬく勢いで相手に飛び掛る前蹴り。

## 作中に登場する特殊な道具
モモ・マスク
後述の桃紋羽織の生地から作られたフェイスマスク。桃の紋が入った鉢巻を締め、二房に分けた前髪に髷を結った武士のイメージで作られている。作品開始時のマスクは初代「桃太郎」が実際に身に着けていた桃紋羽織から直接切り抜いて作られた。ナイフ等の刃物も通さない「銀綾地」でできており、初代「桃太郎」であるご先祖ちゃん自身も「これを身に着けていれば金棒で殴られても痛くなかった」と語っている。その生地の特殊さゆえ、現代では名工と呼ばれる「左源五郎」にしか加工することができない。作中では全部で三着が存在し、最初にモモタロウが身に着けていた物は影幻春架（ブラック・モモタロウ）との試合中、ブラック・エンドによって左こめかみ部分の生地が切り裂かれ、試合途中に左源五郎によって応急処置されるものの、すぐに再び破り裂かれた。その後モモタロウは、ご先祖ちゃんが持ち帰った銀綾地の反物から源五郎が瞬時に作り上げた二代目マスクを装着している。なお、初代マスクは洗濯することができないのか、破り裂かれた頃には非常に汗臭くなっていた。初代と二代目のデザインは同一。他に影幻が盗んだ生地で作らせ、黒漆を塗った「黒マスク」が存在している。こちらは試合中にピーチ・フラッシュによって黒漆が剥離し、カラーリングデザインはほぼ同一に戻っている。ブラックマスクとモモタロウのマスクのデザイン上の違いは、目の部分がオープンかメッシュ、また目元の模様の形状の違い（モモマスクは先端が下向き、ブラックマスクは上向き）。
「神通力」によって様々なギミックが搭載されており、例を挙げるとマスクの前髪部分が槍になる、翼になって飛行できる、細かい針状の飛び道具になる、髷部分が変形して防御機構になる、マスクの開放部分（目と口周り）にミラー状のシャッターができる等、ギャグとしての演出を兼ねて多岐にわたる。
しかし神通力が最も顕著な部分は額にある「ピーチ・エンブレム」であり、エンブレムが観音開きに開くと中から光や人形等、多種多様な物が飛び出してきたり、あるいは逆にその中に人が吸い込まれたりする。影幻の「黒マスク」のエンブレムからは、660年前の「桃太郎」の生家へと繋がっていた。
なお単行本カバーの折込での写真と作者談によると、プロのマスクを作っているファンの方より、実際に被れる本物の「モモマスク」がにわのまことに寄贈されたという。
桃紋羽織
「銀綾地」で作られた陣羽織で、桃太郎が鬼が島へ鬼退治に向かう際、おじいさんとおばあさんが与えた物。その生地は刃も通さず、金棒の衝撃ですらはじき返す強靭さを誇る。この銀綾地（シルバー・ファブリック）という生地は、作中の時間より更に未来の世界で兵器として使用するために作られた物である。ご先祖ちゃんの羽織は後にモモマスクへと加工されたため、羽織としては用をなさない（生地が刳り貫かれた羽織が作中にも描かれている）のだが、シーンによってご先祖ちゃんが武士の姿になった時、同様のデザインの羽織を羽織っているが、そちらは銀綾地で出来た物かどうかは不明。ただ、初代マスクが破られた際の前後の会話からすると、デザインだけが同一のただの羽織のようである。
打ち出の小槌
「一寸法師」の物語に登場する道具で、物を大きくする効果がある。作中では一寸法師の子孫である七尺一寸がこれを所持しており、試合中に「手だけを大きくする」「足だけを大きくする」等の使い方をしていた。試合最中にコミッショナーを称したコーテツローが没収し、牛馬鹿丸と身体や顔を大きくして遊んでいた。後に一応七尺兄弟に返還された様である。普段は兄弟が身に着けているヘッドギアの耳部分にある、「おわん」に収めてある。
針千丸
一寸法師が鍛えたとされる二本の針。七尺兄弟が所持しており、彼らはこれを使って「七尺剛針法」という針治療を行い、非常識なまでの回復力を見せる。その回復力はベンケーのぶちかましによって血を吹こうが、もんがーにミサイルを打ち込まれて消し炭寸前になろうが即座に試合に復帰できたほど。一寸の言によると上記の打ち出の小槌によってある程度サイズを変更して持ち歩いているらしく、初登場の時には人のサイズほどもある大きな針だったが、後に登場した際にはヘッドギアのおわんに収納できる普通の縫い針サイズにまで縮めていた。弁慶が試合中に肩を痛めたとき、牛馬鹿丸に盗まれたことがある。
強者のエキス
シュテンドルフが妖術によって作り出した、永遠に尽きることなく酒を作り出す「鬼麹亜空間」を封じた徳利に満たされた酒。その酒に蛇酒のように「強者」を閉じ込めることでその生命エネルギーを吸収し、またその酒を飲むことでエネルギーを自らの物とすることができる。シュテンドルフはこのエキスを飲み続けることで1000年以上を生きた。バカオニ三兄弟らもそれぞれこのエキスによってパワーアップしている。徳利に押し込む「強者」は基本的にシュテンドルフ自らが戦い、強者と認めた相手に限られるようである。なお後にシュテンドルフが改心した後は徳利には安酒が詰められ、彼の死後はモモタロウが受け継いだ（次回作にもこの徳利を持ち歩いている描写がある）。
太陽の紋章
物ではなくムーの王家の一族に伝わる「紋章」だが、能力が独特なためにこちらに記載する。
初代ムー帝国の王、「ら・むー」が授かったとされる日食の太陽を模した紋章で、代々王家に受け継がれている。作中では他にウラシマ・ら・むー、ウラシマまりんが見せた。本来の力としては「人を生かす力」であるが、まりんは未熟なため、単純に格闘のためのパワーアップ程度にしか使えていない。その力を使う際には、紋章の所持者の身体の一部（初代王は左の臀部、現国王は右の太もも内側、まりんは眉間と両手首）に前述の紋章が現れる。

## THE MOMOTAROH PART2

### 概要
増刊『ビジネスジャンプ BJ魂』に2003年 - 2004年にかけて掲載された続編。「総合格闘技VS.プロレス」をメインに前作のようなおとぎ話要素はなく、相手も実在の格闘家、レスラーがモデルとした人物になっている。

### あらすじ
モモタロウが旅の途中東京で食い逃げしようとするラーメン店のテレビには総合格闘技で完敗する宮川の姿が。旅の間に格闘技と言えば総合格闘技になってしまい、太平プロレスも若手レスラーが泥舟と見切りを付け大量離脱の憂き目に遭っていた。そんな中モモタロウが会場に逃げ込み、セコンド陣に見つかりプロレス界最後の砦として異種格闘技戦に強制参戦となった。

### 登場人物
モモタロウ
成り行きで太平プロレスに復帰。今回は素顔を正面まで見せたが、目元は前髪で隠しており結局顔はわからずじまい。
サカタ・ザ・ゴージャス・キンタロウ
前作終了後、プロレスを引退。金太郎ヘアーに別れを告げ坂田家を引き継ぎ、実業家として一躍名を馳せていたが、唯一の悔いであるモモタロウリベンジを果たすため復帰、スパーリングと称してモモタロウに道場マッチを挑む。
クラマ・キッド・テングテング
相手格闘家の説明役。
牛馬鹿丸
セコンドだが相変わらず試合の邪魔や鋼鉄郎とふざけ場を荒らす。
ザ・グレート・ベンケー
主にセコンドのモブキャラクターとして登場する。
宮川 三郎太
プロレス復権のため総合格闘技に参戦するがシロコップに完敗。
松平 美樹
すっかり大人の女性になりスーツを着て背広組として太平を支える。帰ってきたモモタロウを団体に留めようとするためプロポーズを検討する。
松平 林吾
長年の戦いで腰を痛め長期離脱中の末に引退。
坂田 鋼鉄郎
コメディリリーフとしてちょくちょく登場するが、キンタロウにモモタロウの事を教え彼にプロレスラーとしてのプライドを刺激する。
ミルモ・シロコップ
格闘家。三郎太を圧勝しモモタロウと対戦、トリッキーな動きとピーチボンバーに見せかけた飛びつき腕十字固めに捕まり敗れる。モデルはミルコ・クロコップ。
G・ブットビッチ
二戦目の相手。元アームレスリング世界チャンピオン。モデルはゲーリー・グッドリッジ。
アントニコ・ノドリオ・ホゲイラ
花房が送った刺客。ブラジリアン柔術最強の男。モデルはアントニオ・ホドリゴ・ノゲイラ。
バブ・カップ
キンタロウ一回戦の相手。噛み付きで反則負け。モデルはボブ・サップ。
バート・スレーター
モモタロウ一回戦の相手。アメリカの団体、NWE現役ヘビー級チャンピオンでレスリング金メダリスト。ブックで動きが決められているプロレスよりもオープンな総合の方がホーム・グラウンドだと豪語しモモタロウを圧倒するも牛馬鹿にガチンコのデメリットを囁かれあっさりタップアウト。モデルはカート・アングル。
エンタツー・アチャコ・ピョードル
トーナメント準決勝の相手。モデルはエメリヤーエンコ・ヒョードル（名前は横山エンタツ・花菱アチャコから）。
晩酌竜
力士。予想ではダークホースだったがオープンフィンガーグローブで張り手可能というルールが有利に働き、トーナメント一回戦でシロコップを破り勢いに乗り、準決勝ではキンタロウを張り手で1ラウンドノックアウト勝ち。モデルは、第68代横綱朝青龍明徳。
花房 烈道
格闘技イベント「GLORY」を主催する興行会社スマイル・ステージ・エンターテイメントの社長。私怨でプロレスをつぶそうとトーナメント参加を促す。

## THE MOMOTAROH 復活は突然に!!の巻

### あらすじ
モモタロウがモモマスクを脱いでX年。太平洋プロレス設立５０周年記念興行として京都府立体育館でGWA王座戦、松平林吾ｖｓザ・グレート・ベンケー戦が行われようとしていた。しかしそこに乱入してあわられたのは龍の玉を求めてやってきた謎の覆面戦士だった。

### 新たな登場人物
龍乃 仔太郎
龍の意匠を施した覆面戦士。覆面といっても鼻から耳にかけてをカバーしているのみで、目や口は見えている。「龍の血を現代に受け継ぎ時の支配者に力を貸すもの」を自称。目的はGWA王座ベルトに埋まる龍の玉。かつては坂本竜馬を訪ね近江屋を訪れている。GWA王座を管理する美樹に手を上げたことで、モモタロウと対峙。得意技はドラゴンスープレックス（ただし頭の角が邪魔でホールドすることができない）。

## 関連イベント

### 2.5次元プロレス『夢幻大戦』
にわのまこと画業30周年を記念し、2017年11月27日・新宿FACEにて開催。プロレスラーおよび俳優がTHE MOMOTAROH登場キャラクターに扮し闘った。主催はにわのの著作権管理会社であるG-pleX。協賛にCygames。チケットはクラウドファンディングのみでの発売となった。全4試合。
- 影幻春架（拳王）＆クロオニ・ジョニー（RYO）vs宮川三郎太（旭志織）＆坂田鋼鉄郎（富豪富豪夢路）
- 羅生門エミー（雪妃真矢）vsカグヤ・ザ・ムーンバトラー（夏すみれ）
- アカオニ・トム（不動力也）＆アオオニ・マイク（若鷹ジェット信介）vsザ・グレート・ベンケー（樋口和貞）＆ウラシマ・まりん（高尾蒼馬）
- モモタロウ（丸藤正道）vsイワン・シュテンドルフ（崔領二）

#### 試合以外の出演者
- ご先祖ちゃん - まーみ
- 松平美樹 - 関谷真由
- イカ子 - MINAMI
- タイ子 - みのり
- ヒラメ子 - あすか
- もんがー - よしえつねお
- 七尺一寸 - 田渕亜季
- 七尺二寸 - 小野さゆり
- 空中ミナコ - 宮本侑子
- 高木三四郎
- ウラシマ・ら・むー - 大葉健二
- 鬼 - 稲田徹（声の出演）
- 牛馬鹿丸 - 新谷真弓（声の出演）
- S.T.G.キンタロウ - 井上優（声の出演）
- マーサ茨城 - バーブ佐々木
- 実況アナ - 清野茂樹
- リングアナ - 味方冬樹

#### アニメーションスタッフ
- 監督 - 片貝慎
- キャラクターデザイン - 丸藤広貴
- 音楽 - 矢崎俊輔
- アニメーションプロデューサー - 金子文雄
- アニメーション制作 - サテライト
- プロデューサー - 麻生一宏（ADK）
- 制作 - NAS